# 탄소 고정
탄소 고정(炭素固定)은 공기 중에 다량으로 존재하는 안정된 이산화탄소 분자를 유기물로 변환하는 과정을 말한다.

## 메커니즘
탄소고정의 메커니즘은 원시적 조류에서 가장 발달한 속씨식물까지 광합성의 탄소 환원 회로, 또는 캘빈 회로를 중심으로 이루어진다. 캘빈회로에서는 대기중에서 얻은 CO2(산화수 +4)를 탄수화물(산화수 0)로 환원시킨다. 탄소를 고정하면서, 명반응에서 만들어진 ATP와 NADPH를 사용한다.

### 캘빈 회로
캘빈 회로는 일반적으로 세 개의 단계로 구분되어 탄소를 고정한다.

#### 1단계: 카복시화 단계
카복시화 단계에서는 외부에서 들어온 CO2와 H2O가 수용체인 리불로오스-1,5-이인산(RuBP)에 결합하여, 안정한 두 분자의 3-포스포글리세르산(3-PGA)를 만든다. 이 반응을 촉매하는 것은 흔히 루비스코(RuBisCO)라고 불리는 리불로오스-1,5-이인산 카복시화효소/산소화효소이다. 루비스코는 RuBP의 2번 탄소에 CO2를 부착시켜 불안정한 중간 산물을 만들어내고, 이것은 곧 두 분자의 3-PGA로 바뀐다. RuBP의 카복시화에서의 자유에너지 변화는 큰 음의 값이며, CO2에 대한 루비스코의 친화도가 매우 높기 때문에 이 반응에서는 정반응이 매우 우세하게 일어난다.

## 같이 보기
- 탄소